# Radar de La Panadella
El radar meteorológico de La Panadella fue instalado en el año 2003. Está situado cerca de la Creu del Vent (825m), municipio de Montmaneu ( l'Anoia). El edificio de en el que se ubica tiene 40 metros de altura. Este radar, similar a los de Vallirana y Puig d'Arques, está instalado por MCV, S.A., siendo un modelo EXTOP-03. Incorpora diversas mejoras técnicas respecto a los dos primeros radares de la XRAD, tanto en su transmisor como en la antena, mejorando el funcionamiento global del equipo. 
El radar de La Panadella se inauguró el 29 de octubre de 2003 para cubrir el Prepirineo occidental y las tierras de Poniente, siendo de gran utilidad en el seguimiento de los episodios de granizo que suelen causar graves daños en estas comarcas. 